# Neustosaurus
Neustosaurus es un género extinto de crocodiliforme marino procedente del Cretácico Inferior. Neustosaurus era un carnívoro que pasaba su vida en los mares mesozoicos. Igual que con otras especies de metriorrínquidos, se desconoce si los jóvenes de Neustosaurus nacían en tierra o en el mar. El nombre Neustosaurus significa "lagarto nadador", y se deriva del griego neustos- ("nadar") y σαῦρος -sauros ("lagarto").

## Historia
Solo hay una especie descrita dentro del género Neustosaurus, la especie tipo N. gigondarum. El material del holotipo consiste de únicamente la parte posterior del tronco y la cola, fósiles que se descubrieron en Francia. Sin embargo, la identificación de géneros metriorrínquidos a partir de restos poscranelaes no es sencilla, por lo que hasta que material  potencialmente más diagnóstico sea descubierto el género Neustosaurus es considerado un nombre dudoso. Neustosaurus había sido considerado el sinónimo más moderno de tanto el género Dakosaurus como de Geosaurus en los últimos cien años. En 2009, Young y Andrade publicaron una redescripción del género Geosaurus, examinado sus relaciones y la validez de especies contenidas dentro del género. Su conclusión fue que Neustosaurus era un nomen dubium, pero si material fósil nuevo era descubierto podría volverse el sinónimo precedente de Cricosaurus.